# Cathleen Synge Morawetz

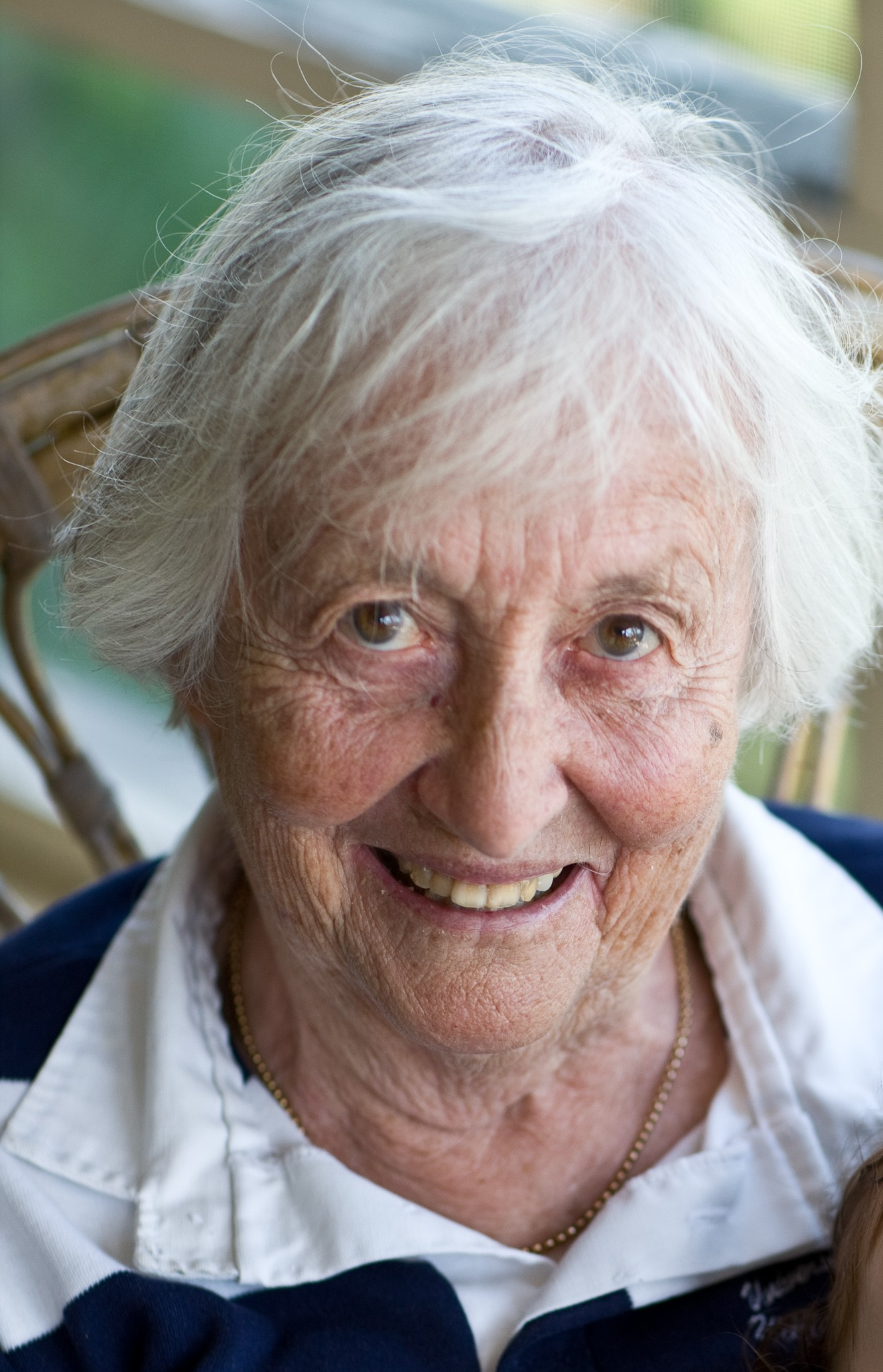
Cathleen Synge Morawetz

Cathleen Synge Morawetz (* 5. Mai 1923 in Toronto; † 8. August 2017 in New York City) war eine kanadisch-US-amerikanische Mathematikerin, die sich vor allem mit partiellen Differentialgleichungen beschäftigte.

## Leben
Cathleen Synge Morawetz war die Tochter des irischen Mathematikers John Lighton Synge, der z. B. durch seine Bücher über Allgemeine Relativitätstheorie und Mechanik bekannt ist. Morawetz wuchs in Irland (Dublin, 1925 bis 1930) und Kanada (Toronto) auf und machte 1943 ihren Bachelor an der Universität Toronto bei Cecilia Krieger (während des Krieges führte sie als technische Assistentin kriegswichtige Arbeiten aus), machte 1946 ihren Master-Abschluss am Massachusetts Institute of Technology (MIT) und promovierte an der New York University bei Kurt Friedrichs über Stabilitätsfragen bei sphärischen Implosionen (Contracting spherical shocks treated by a perturbation method).
Im Jahr 1957 wurde sie Assistenzprofessorin und 1960 Associate Professor. 1965 erhielt sie eine volle Professur. 1984 bis 1988 war sie Direktorin des Instituts, nachdem sie schon 1978 Associate Director war. 1993 ging sie in den Ruhestand.
Morawetz lebte mit ihrem Ehemann Herbert Morawetz, einem Professor für Polymerchemie am Brooklyn Polytechnic, mit dem sie seit 1945 verheiratet war, in Greenwich Village und hatte vier Kinder.

## Wirken
An den Bell Laboratories gab sie zuvor das Buch „Supersonic flow and shock waves“ von Richard Courant und Kurt Friedrichs heraus und arbeitete für Projekte der US Navy über Schallausbreitung im Meer. Sie nahm 1950 die US-Staatsbürgerschaft an und arbeitete, nach kurzer Zeit als Research Associate am MIT 1950/51 bei C. C. Lin (hydrodynamische Stabilität), ab 1952 am Courant Institute of Mathematical Sciences of New York University, wo sie in den 1950er Jahren insbesondere über die Mathematik von Überschallströmungen arbeitete, wo auch die Courant-Instituts-Kollegen Lipman Bers und Kurt Friedrichs aktiv waren.

## Auszeichnungen
Morawetz war Mitglied der National Academy of Sciences (seit 1990), der American Academy of Arts and Sciences (seit 1984), der American Philosophical Society sowie der Royal Society of Canada (jeweils seit 1996) und der Royal Irish Academy (seit 2000) und war 1995/96 Präsidentin der American Mathematical Society (AMS), deren Fellow sie war. 2001 wurde sie Ehrenmitglied der London Mathematical Society. 1998 erhielt sie die National Medal of Science. 1966 und 1978 war sie Guggenheim Fellow. Sie erhielt mehrere Ehrendoktorwürden, u. a. von der Princeton University 1986. 1997 erhielt sie den Krieger-Nelson-Preis der Canadian Mathematical Society. 2004 erhielt sie den Leroy P. Steele Prize der American Mathematical Society für ihr Lebenswerk und 2006 den Birkhoff-Preis. 1981 gab sie die Gibbs Lecture der AMS und 1982 die Invited Adress der Society for Industrial and Applied Mathematics (SIAM). 1993 ernannte sie die „Association of Woman Scientists“ zur „Outstanding Woman Scientist“ und 1983 hielt sie deren Noether Lecture. Sie war Trustee der Princeton University und der Sloan Foundation. 1962 hielt sie einen Vortrag auf dem Internationalen Mathematikerkongress in Stockholm (Approach to steady state for the wave equation).
Der Cathleen Synge Morawetz Prize der Canadian Mathematical Society ist ihr zu Ehren benannt und wurde 2021 erstmals vergeben (an Ailana Fraser und Marco Gualtieri). Er wird jährlich an die Autoren einer herausragenden Forschungsarbeit in Mathematik vergeben, wobei das Thema jährlich im Sechsjahresrhythmus wechselt und mindestens ein Autor Verbindungen zu kanadischen Mathematikerkreisen haben sollte.

## Werk
Morawetz war vor allem für ihre Arbeiten über partielle Differentialgleichungen vom gemischten Typ (in einigen Regionen hyperbolisch, in anderen elliptisch) bekannt, wie sie z. B. bei Strömungen um Tragflügelprofile in der Aerodynamik im Übergang zu Überschallströmungen auftreten. Sie konnte zeigen, dass spezielle Tragflügel, die entworfen waren, um Stoßwellen zu vermeiden, bei kleinsten Änderungen des Profils solche Stoßwellen erzeugen. Gleichzeitig schuf sie so einen Zugang zu mathematischen Existenzbeweisen von Stoßwellen. Ihre Arbeiten über die Streuung elektromagnetischer Wellen und akustischer Wellen hatten ebenfalls praktische Anwendungen (Radar, Sonar). Mit D. Ludwig zeigte sie, dass hochfrequente elektromagnetische Wellen (semiklassischer Grenzfall) in einem Medium mit konstanter Lichtgeschwindigkeit und mit einem sternförmigen reflektierenden Körper sich asymptotisch wie Strahlen der geometrischen Optik verhalten. Mit ähnlichen Methoden (speziell ersonnenen Erhaltungssätzen) erzielte sie vorher Ergebnisse über den Zerfall von Wellenlösungen außerhalb eines sternförmigen Streukörpers. Morawetz beschäftigte sich auch mit nichtlinearen Wellengleichungen. Ende der 1950er Jahre arbeitete sie mit Harold Grad über mathematische Probleme der Plasmaphysik (Magnetohydrodynamik).

## Schriften
- Problems, Including Mathematical Problems, from My Early Years, in Betty Case, Anne Leggett (Hrsg.) „Complexities: Women in Mathematics“, Princeton University Press, 2005, S. 267–272.
- Geometrical optics and singing of the whales, American Mathematical Monthly, August 1978
- Nonlinear conservation equations, American Mathematical Monthly, April 1979
- Giants, American Mathematical Monthly, November 1992 (Erinnerungen)
- Morawetz „Mathematics to the Rescue“, Notices AMS 1999, PDF-Datei
- „Variations on conservation laws of the wave equation“, Bulletin American Mathematical Society 2000, S. 141.
- Energy flow: wave motion and geometrical optics, Bulletin AMS 1970
- The mathematical approach to the sonic barrier, Bulletin American Mathematical Society, März 1982, S. 127–145.
- Mathematics to the rescue, Notices AMS, Januar 1999